# Banjski Dol
Banjski Dol (izvirno srbsko Бањски Дол; bolgarsko Бански дол) je naselje v Srbiji, ki upravno spada pod Občino Dimitrovgrad; slednja pa je del Pirotskega upravnega okraja.

## Demografija
V naselju, katerega izvirno (srbsko-cirilično) ime je Бањски Дол, živi 19 polnoletnih prebivalcev, pri čemer je njihova povprečna starost 69,5 let (68,9 pri moških in 70,1 pri ženskah). Naselje ima 11 gospodinjstev, pri čemer je povprečno število članov na gospodinjstvo 1,73.
Prebivalstvo je večinoma nehomogeno, a v času zadnjih treh popisov je opazno zmanjšanje števila prebivalcev.
|  |

| Demografija | Demografija     | Demografija     |
| Leto        | Št. prebivalcev | Št. prebivalcev |
| ----------- | --------------- | --------------- |
|             |                 |                 |
|             |                 |                 |
|             |                 |                 |
|             |                 |                 |
| 1948        | 402             |                 |
| 1953        | 367             |                 |
| 1961        | 282             |                 |
| 1971        | 148             |                 |
| 1981        | 79              |                 |
| 1991        | 45              | 40              |
| 2002        | 19              | 19              |
|             |                 |                 |

| Etnična sestava po popisu iz leta 2002 | Etnična sestava po popisu iz leta 2002 | Etnična sestava po popisu iz leta 2002 | Etnična sestava po popisu iz leta 2002 | Etnična sestava po popisu iz leta 2002 |
| -------------------------------------- | -------------------------------------- | -------------------------------------- | -------------------------------------- | -------------------------------------- |
| Srbi                                   | Srbi                                   |                                        | 10                                     | 52,63%                                 |
| Bolgari                                | Bolgari                                |                                        | 9                                      | 47,36%                                 |
| Neznano                                | Neznano                                |                                        | 0                                      | 0,0%                                   |